# Pietro Mingotti
Pietro Mingotti, född 1702, död 1759, var en italiensk operaimpressario. Han var tillsammans med sin bror Angelo Mingotti ledare för ett operasällskap, som räknade bland andra Christoph Willibald Gluck och Paolo Scalabrini bland sina medlemmar. Sällskapet turnerade i Europa och uppträdde i Danmark på Charlottenborg 1747-50 och 1752-56 på Det Kongelige Teater.